# Ed Askew
Ed Askew, celým jménem Edward Crane Askew, (1. prosince 1940 – 4. ledna 2025) byl americký hudebník.
Narodil se ve Stamfordu ve státě Connecticut a studoval na Yaleově škole umění v New Havenu. Po dokončení školy začal pracovat jako učitel a zároveň se věnoval hudbě. Po uzavření smlouvy s newyorským vydavatelstvím ESP-Disk vydal v roce 1968 svou debutovou desku Ed Askew (později vydanou v reedici pod názvem Ask the Unicorn). V následujících dekádách občasně vystupoval, ale další album dlouho nevydal. Vyšlo až v roce 1997 pod názvem Little Houses, a to v omezeném nákladu, stejně jako několik následujících alb. V roce 2013 vydal ve vydavatelství Tin Angel Records desku For the World, na které hostovali například Mary Lattimore, Marc Ribot a Sharon Van Etten. Později vydal několik dalších alb. Zemřel v roce 2025 ve věku 84 let.